# Agnsjön (Alingsås socken, Västergötland)
Agnsjön är en sjö i Alingsås kommun i Västergötland och ingår i Göta älvs huvudavrinningsområde.